# Poroderma africanum
Poroderma africanum је врста ајкуле и део породице Scyliorhinidae, ендемичне за приобалне воде Јужне Африке. Ова ајкула је честа врста која живи на морском дну и може се наћи од интертидалне зоне до дубина од око 100 метара, посебно изнад морског дна прекривеног каменитим гребенима и алгама. Са низом дебелих, паралелних, тамних пруга које се протежу дуж њеног снажног тела, ова ајкула се може готово непогрешиво идентификовати и тешко се може помешати са другим врстама. Додатно је карактеришу кратка глава и њушка са паром витких бркова који не допиру до уста, као и два леђна пераја која су постављена далеко на телу. Може нарасти до дужине од 1,1 метра. 
Ова ајкула је пре свега ноћна животиња, па тако већи део дана проводи непомична и скривена у пећинама, пукотинама или међу вегетацијом. Често формира групе, нарочито током лета. Ова врста је опортунистички предатор који се храни великим бројем риба и бескичмењака; посебно преферира главоношце и често посећује области у којима живи и размножава се врста лигње Loligo reynaudii. Када је угрожена, увија се у круг тако да јој реп покрије главу. Размножава се овипаријом, односно женке излежу правоугаона, тамносмеђа јаја на сваких годину дана. Ова мала и безопасна ајкула добро се прилагођава заробљеништву и често се може видети у јавним акваријумима. Често је риболовци улове случајно приликом комерцијалног и рекреативног риболова на друге врсте. У тим приликама бројне ајкуле ове врсте бивају убијене јер их рибари сматрају штеточинама. Иако не постоје подаци који указују да је бројност популације ове ајкуле у опадању, Међународна унија за очување природе (ИУЦН) сврстала је ову ајкулу у групу скоро угрожених врста због повећања обима лова на ајкуле у подручјима ограниченог ареала распрострањења ове врсте. 

## Таксономија
Ову врсту је првобитно описао природњак Јохан Фридрих Гмелин 1789. године као Squalus africanus у тринаестом издању Systema Naturae. Није одредио узорак типа. Године 1837. шкотски лекар и зоолог Ендру Смит креирао је нови род Poroderma за ову врсту и сродну ајкулу P. pantherinum, за коју се у то време веровало да укључује више врста. Године 1908. амерички зоолог Хенри Вид Флауер је ову врсту ставио као типску за њен род.

## Распрострањеност и станиште
Као становник приобалних вода умерених подручја, ова ајкула настањује Јужну Африку, од залива Стоова недалеко од Кејптауна у северном делу Источног Лондона. Најбројнија је око Западног рта и може повремено залутати до залива Салдана на западу и Квазулу-Натал на истоку; стари записи који наводе уочавање ове ајкуле на Маурицијусу, Мадагаскару и Заиру готово сигурно су погрешни.   Ова ајкула се обично може срести у веома плитким интертидалним и приморским водама не више од 5 метара дубоких, мада се у и око залива Алгоа може наћи на дубинама од 50 до 100 метара, а пријављена је и на 108 метара. Преферира камените гребене и морска дна прекривена морском травом рода Ecklonia.

## Опис
Ова врста ајкуле је већа и дебљина од друге две врсте из рода Poroderma, тако да у просеку може да нарасте до 1,1 метра и да буде тешка око 7,9 килограма или више. Оба пола нарасту до отприлике исте максималне величине. Глава и њушка су кратки и благо спљоштени, са благо параболичним изгледом када се посматра одозго или одоздо. Свака носница је танким слојем коже подељена на ситне улазне и излазне отворе; шкржни поклопац има троугласти облик. Бркови су дебљи него код других врста из овог рода и не допиру до уста. Очи су водоравно овалне и постављене прилично високо на глави, са рудиментарним мембранама (трећи заштитни капци) и густим гребеном који пролази испод. Снажна уста формирају широк лук, са кратким браздама које се протежу од углова и на горњој и доњој вилици; горњи зуби су видљиви када су уста затворена. На горњој и доњој чељусти налази се 18 до 25 и 14 до 24 реда зуба. Зуби имају танки средишњи шиљак и два мања шиљка око њега; код одраслих мужјака шиљци су нешто дебљи него код женки.
Тело је прилично збијено са стране и сужава се према репу. Два леђна пераја постављена су далеко уназад: прво полази од стражњег дела карличних пераја, док друго полаци од средине аналног пераја. Прво дорзално пераје је много веће од другог. Пекторална пераја су велика и широка. Карлична пераја су постављена ниже од пекторалних, али њихове основе су једнаке дужине. Одрасли мужјаци имају пар кратких, дебелих птеригопода, при чему су унутрашњи делови карличних пераја делимично спојени са њима. Кратко и широко каудално пераје има не превише уочљив доњи режањ и вентрални зарез близу врха горњег режња. Кожа је врло густа и има доста калцификоване крљушти; свака крљушт има врх у облику стрелице са три стражње тачке, постављене на кратком постољу. Дорзална обојеност је веома изражена и састоји се од 5 до 7 дебелих, паралелних, тамних пруга које иду од њушке до каудалног пераја на променљивој сивкастој или смеђкастој позадини; пруге се разбијају у близини репа и стомака. Код неких ајкула главна шара са обе стране може се рачвати иза ока, пруге се могу поделити на пола тањим централним линијама или може бити присутна једна или више великих тамних мрља. Доња страна је бледа, понекад са светлосивим мрљама и са јасно разгранатим бочним линијама. Младе ајкуле личе на одрасле, али могу бити много светлије или могу имати много тамније пруге. Уочен је и примерак албино ајкуле ове врсте код Лажног залива близу Кејптауна.

## Биологија и екологија
Пошто је спори пливач, ова ајкула проводи већину дана одмарајући се у пећинама или пукотинама или међу алгама, а ноћу се појављује и активно тражи храну. Јединке се могу окупљати у великом броју на једном месту, посебно током лета. Ова врста је лак плен свим већим ајкулама, и једна је од врста хрскавичавих риба коју најчешће конзумира врста Notorynchus cepedianus. Када је изложена опасности, ова ајкула се често увија у круг тако да јој реп покрије главу, на сличан начин као код врсте из рода Haploblepharus. Јаја ове ајкуле су такође угрожена, па их често једу Burnupena papyracea и B. lagenaria, које могу да пробију спољни омотач како би појеле жуманце. Као и друге ајкуле, и ова одржава осмотску равнотежу са околином регулишући своју унутрашњу концентрацију урее и другог азотног отпада. Експерименти су показали да способност ајкуле за осморегулацију зависи од тога колико се добро нахранила.
Ова врста се храни разним малим животињама, укључујући и кошљорибе као што су сарделе, Triglidae и Merlucciidae, затим слепуље, мање ајкуле и раже и њихова јаја, ракове, главоношце, шкољке и многочекињасте црве; такође је познато да се храни рибљим изнутрицама. Иако има склоност ка главоношцима, исхрана овог опортунистичког предатора углавном зависи од локално расположивих врста плена. На пример, у Лажном заливу је најзначајнији извор хране рак врсте Jasus lalandii, а следе га главоношци, а потом и рибе. Примећене су јединке ове ајкуле које хватају и откидају пипке хоботница и сипа; једном приликом виђене су три ајкуле које истовремено нападају хоботницу. Током масовног мрешћења лигње Loligo vulgaris reynaudi, које се непредвидљиво дешава током целе године, а врхунац је од октобра до децембра, ове ајкуле одступају од својих ноћних навика и током дана се окупљају у знатном броју унутар подручја са јајима лигње. Poroderma africanum скривају главу у маси јаја, док пруге разбијају обрисе њихових тела чинећи их слабо видљивим. Пошто се лигње спуштају на морско дно како би причврстиле своја јаја док их чувају мужјаци, оне постају рањиве на нападе из заседе.
С обзиром на то да је у питању овипарна животиња, мужјаци и женке ове ајкуле су репродуктивно активни током целе године. Одрасле женке имају један функционалан јајник и два функционална јајовода, тако да по једно јаје сазревања у сваком од њих истовремено. Јаје се налази у жилавој, правоугаоној, тамносмеђој капсули која је 9,5 центиметара дуга и 4,5 центиметара широка, са дугим филаментима на угловима који омогућавају женки да причврсти јаје за подводне структуре попут алги или корала. Јаја која се узгајају у акваријумима излежу се за отприлике пет и по месеци, а јединка која се изглегне је велика у просеку 14 до 15 центиметара. Мужјаци и жене полно сазревају када достигну дужину између 78 и 81 центиметар, односно од 79 до 83 центиметра, тако да су све ајкуле одрасле када достигну дужину од 89 центиметара.

## Интеракција са људима
Иако једна од најчешћих ајкула у Јужној Африци, она је безопасна за људе и тешко јој је прићи под водом. Због своје мале величине, атрактивног изгледа и издржљивости, популарна је међу људима и често се може видети у јавним акваријумима. За потребе акваријумских примерака постоје рибњаци у Јужној Африци за ову врсту и њој сродне мале ајкуле из тог рода. Велики број јединки ове врсте случајно се лови у оквиру комерцијалног риболова на друге врсте; такође је лове и спортски риболовци, посебно током лета када се сакупљају ајкуле сакупљају у веће групе. Иако су јестиве, већина ловаца их баца, док се неке користе као за мамац јастога. Накнада која се наплаћује за лов на ове ајкуле је прилично мала, поготово кад се узме у обзир да је већина рибара убије када је случајно улови, пошто ову врсту сматра штетном јер им "краде" мамац.
Међународна унија за очување природе (ИУЦН) уврстила је ову ајкулу на списак скоро угрожених врста, наводећи као разлог за то њену малу распрострањеност и недавни пораст већег риболова на мале ајкуле у том региону. Међутим, нема доказа који би сугерисали на то да је њена популација у опадању. Не постоје посебне мере очувања за ову врсту, мада њен ареал обухвата два морска резервата. Јужноафрички институт за истраживање морског рибарства разматра законску декомерцијализацију лова на ову ајкулу, што би ограничило степен до кога ова врста може бити циљ комерцијалног риболова.